# Cơ quan Liên bang về bảo vệ Hiến pháp Đức
Cơ quan Liên bang về bảo vệ Hiến pháp Đức (tiếng Đức: Bundesamt für Verfassungsschutz hay BfV) là cơ quan an ninh nội địa của Cộng hòa Liên bang Đức. Cùng với các cơ quan Bang về bảo vệ Hiến pháp (LFV) ở cấp tiểu bang, nó được giao nhiệm vụ thu thập tin tức về các mối đe dọa liên quan đến trật tự dân chủ, sự tồn tại và an ninh của Liên bang hoặc một trong các bang của nó, và sự sống chung hòa bình giữa các dân tộc; với phản gián; và với an ninh bảo vệ và phản phá hoại.
BFV báo cáo lên Bộ Nội vụ Liên bang. Từ năm 2000 đến tháng 7 năm 2012, Heinz Fromm (SPD) là giám đốc của nó cho đến khi ông từ chức khisự xuất hiện của một vụ bê bối về việc phá hủy các tập tin và tài liệu liên quan đến nhóm có tên gọi là Quốc gia Xã hội chủ nghĩa ngầm, một nhóm khủng bố phát xít mới. Kể từ ngày 01 tháng 8 năm 2012, cơ quan này đã được lãnh đạo bởi Hans-Georg Maassen..

## Giám sát
BfV được giám sát bởi Bộ Nội vụ liên bang cũng như Bundestag, Ủy viên Liên bang về Bảo vệ Dữ liệu và Tự do Thông tin và các tổ chức liên bang khác. Bộ trưởng Nội vụ liên bang có thẩm quyền kiểm soát hành chính và chức năng của BfV. Sự kiểm soát của Quốc hội được thực hiện bởi Bundestag trong các cuộc tranh luận tổng quát, các lần tra hỏi và những thẩm tra khẩn cấp, cũng như các Ủy ban của nó, đặc biệt là Ủy ban Kiểm tra Quốc hội và Ủy ban G10. BfV cũng nằm dưới sự kiểm soát tư pháp và tất cả các hoạt động của nó có thể bị mang ra tòa án. Dựa trên quyền thông tin, công chúng có thể trực tiếp tra hỏi và gởi kiến nghị tới BfV.
Không giống như một số cơ quan tình báo của các nước khác, các nhân viên của các cơ quan tình báo Đức, bao gồm cả BfV, không có thẩm quyền cảnh sát. Điều này là do lịch sử của quyền lực cảnh sát bị lạm dụng trong chế độ trước đó. Đặc biệt, họ không được phép bắt người và không mang vũ khí.

## Tổ chức

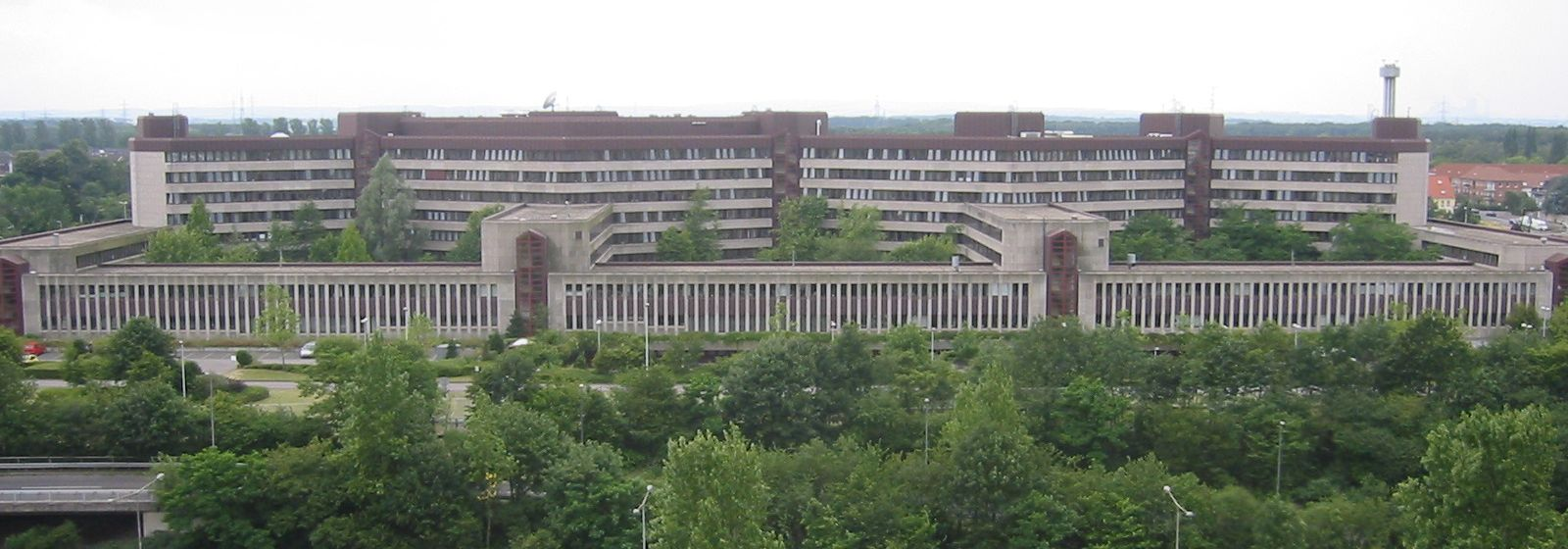
Cơ sở trung ương BfV ở Köln

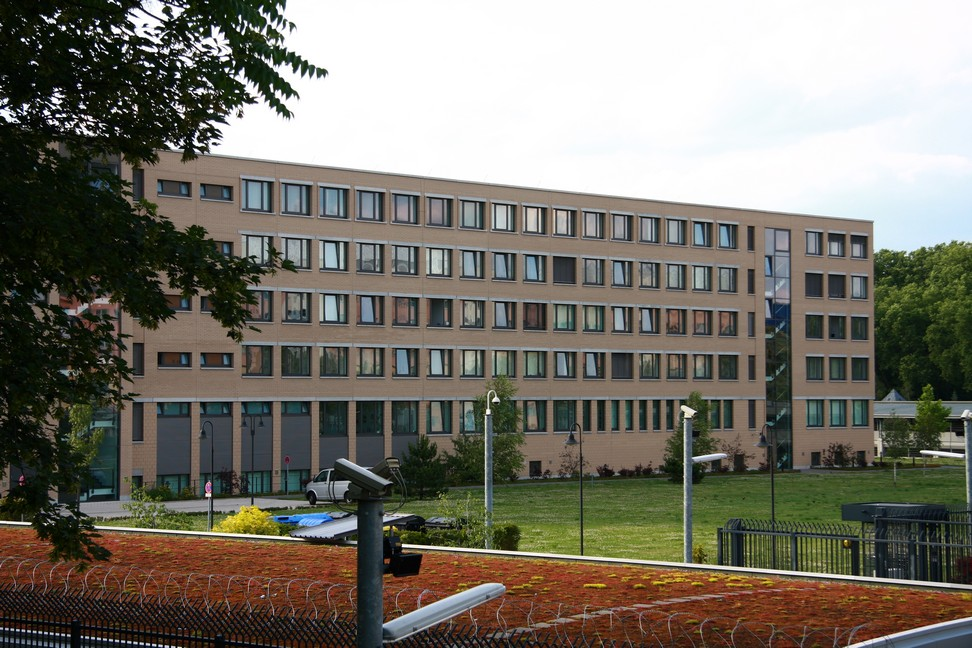
Cơ quan LfV Berlin

BfV có trụ sở ở Köln. Nó được điều hành bởi một giám đốc (hiện thời là Hans-Georg Maaßen) và một phó giám đốc (hiện thời là Alexander Eisvogel) và được tổ chức thành 8 ban:
- Ban Z: Quản lý
- Ban IT: IT và kỹ thuật hoạt động tình báo
- Ban 1: Dịch vụ trung ương và hỗ trợ
- Ban 2: Chủ nghĩa Quá khích (Cánh tả và hữu)
- Bant 4: Phản gián, bảo vệ an ninh và chống phá hoại
- Ban 5: Đe dọa an ninh bởi cá thành phần quá khích từ nước ngoài
- Ban 6: Quá khích Hồi giáo và khủng bố

Trong 2013 trợ cấp của liên bang cho BfV là €207 triệu; với tổng số là 2.641 nhân viên.

## Điệp viên Nhị trùng và đào ngũ
- Klaus Kuron: Nhân viên BfV từ 1963 chịu trách nhiệm phản gián Đông Đức, năm 1981 thỏa thuận làm việc cho Stasi. 1992 bị phạt tù 12 năm.
- Hansjoachim Tiedge: Luật gia, nhân viên BfV từ 1966 chịu trách nhiệm phản gián Đông Đức, năm 1985 bỏ trốn sang Đông Đức vì vấn đề tâm thần,do rượu chè, thiếu nợ và có lẽ giết vợ, sau đó trốn sang Liên Xô năm 1990.